# 風濕病學
風濕病學或稱風濕病專科（英語：rheumatology；希臘語：ῥεῦμα、rheûma；液體流動）是內科下的亚专科，旨在診斷與治療相關的風濕病。風濕病專科醫師簡稱為風濕科醫師（rheumatologist），是指經過完整風濕病學訓練的專科醫師，主要處理免疫系統失調造成疾病（可能影響肌肉骨骼系統和軟組織）、自體免疫性疾病、血管炎和遺傳性結締組織病。此外，西方醫學常以是否進行手術治療，而將專科區分為內外科相對應的分科系統，同屬肌肉骨骼系統的“骨外科”對應的風濕科，亦常被視為“骨內科”。
這領域常見的疾病有類風濕性關節炎、全身性紅斑狼瘡、骨關節炎、乾癬性關節炎、僵直性脊椎炎、痛風和骨質疏鬆症。許多這類的疾病屬於免疫系統問題。因此，風濕病學也被認為是醫學免疫學的研究和實踐。
自西元 2000 年代起，導入生物治療（生物製劑、biologics；包括腫瘤壞死因子-α、某些白細胞介素及JAK-STAT信號通路的抑制劑）成為標準治療，被視為現代風濕病學的重要里程碑。

## 風濕病專科醫師
風濕病專科醫師是專精於風濕病學的醫學次專科的醫師。取得醫學學位後，在台灣或美國需要參加專科研究員計畫（fellowship programs），在英國稱為專科註冊資格（specialist registrar positions），在印度稱為 DM 或是全球其他地區類似資格，在這個計畫（資格）中完成次專科訓練，再通過次專科學會認證，才能取得風濕病專科醫師資格。在美國，完成這樣的培訓要完成四年的學士學位，四年的醫學院，三年的住院醫師訓練，再經過兩到三年的專科研究員計畫。這個條件在不同國家可能不同。風濕病專科醫師是接受額外次專科研究員培訓的內科醫師，並具有關節炎和其他關節、肌肉和骨骼疾病的診斷與治療經驗。許多風濕病專科醫師還進行研究，針對這些可能致殘甚至致命的疾病，尋找其病因和更好的治療方法。目前，風濕病的治療選擇主要是依據科學研究，此外，多數風濕科相關診療也具有實證的基礎。
風濕病專科醫師專精於治療關節炎、自體免疫疾病、影響關節的疼痛病症和骨質疏鬆症。共有超過 200 多種疾病，包括：類風濕性關節炎、骨關節炎、痛風、全身性紅斑狼瘡、背痛、各種脊椎關節病變包括僵直性脊椎炎、骨質疏鬆症和肌腱病變。其中有些疾病非常嚴重，不易診斷和治療。他們也治療運動造成的軟組織疾病，特別是那些與肌肉骨骼系統有關的問題。

## 疾病
由風濕病專科醫師診療的疾病包括：

### 關節病變

#### 退化性關節病變
- 骨關節炎

#### 發炎性關節病變
- 類風濕性關節炎
- 脊椎關節病變
  - 僵直性脊椎炎
  - 反應性關節炎
  - 乾癬性關節炎
  - 腸病性關節病變（英语：Enteropathic arthropathy）
- 幼年特發性關節炎
- 結晶性關節病變：痛風、假性痛風
- 敗血性關節炎

### 全身性結締組織疾病

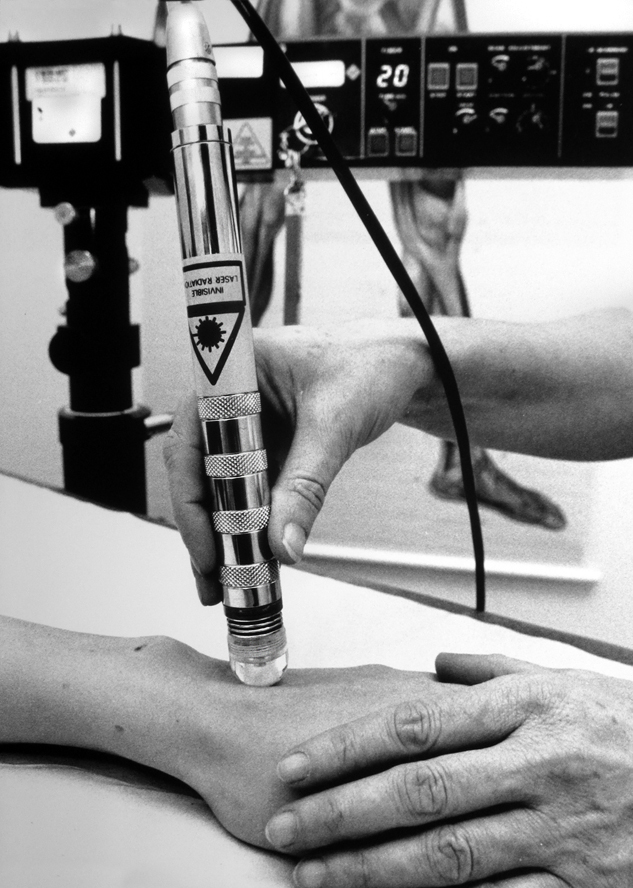
以醫用低能量雷射治療風濕病。

- 全身性紅斑狼瘡
- 埃勒斯-當洛二氏症候群
- 乾燥症
- 硬皮病（又名：全身性硬化症）
- 多發性肌炎（英语：Polymyositis）
- 皮肌炎
- 風濕性多肌痛症
- 綜合型結締組織疾病（英语：Mixed connective tissue disease）
- 復發性多發性軟骨炎（英语：Relapsing polychondritis）
- 成人史迪爾氏症候群
- 結節病
- 纖維肌痛
- 肌筋膜疼痛症候群

#### 血管炎
- 血管炎
  - 顯微鏡下多血管炎
  - 查格-施特勞斯氏綜合徵，現在名為：嗜酸性肉芽腫性多血管炎
  - 肉芽腫併多發性血管炎，過去名為：韋格納肉芽腫
  - 結節性多動脈炎
  - 過敏性紫癜
  - 血清病
  - 巨細胞動脈炎，又名：顳動脈炎
  - 大動脈炎
  - 貝賽特氏症
  - 川崎氏病，又稱黏膜皮膚淋巴結症候群
  - 血栓閉塞性脈管炎，又名柏格氏病

#### 自體發炎性疾病
- 週期性發燒症候群（英语：Periodic fever syndrome）

### 軟組織風濕症
影響關節和關節周邊結構的局部疾病和病灶，範圍包括：肌腱、韌帶及其外囊、滑液囊、疲勞性骨折、肌肉、神經壓迫症候群、皮膚病和神經節。例如：
- 下背痛
- 肱骨外上髁炎，又名網球肘
- 肱骨內上髁炎（英语：Golfer's elbow），又名高爾夫球手肘
- 鷹嘴滑囊炎（英语：Olecranon bursitis）

## 診斷

### 身體檢查
以下是一般身體檢查中可以進行的診斷方法範例。
- 舒伯測試 （Schober's test）檢查背的彎曲度。
- 多關節視診
- 肌肉骨骼檢查
  - 篩檢性肌肉骨骼檢查（Screening Musculoskeletal Exam，SMSE） - 快速評估結構和功能
  - 一般性肌肉骨骼檢查（General Musculoskeletal Exam，GMSE） - 關節發炎的完整評估
  - 區域性肌肉骨骼檢查（Regional Musculoskeletal Exam，RMSE） - 結合特殊檢查，並針對特定區域對結構、功能和發炎的深入評估

### 特殊或專科檢測
- 檢驗醫學檢驗：血液檢查，包括，紅血球沉降率（ESR）、類風濕因子（RF）、抗環瓜氨酸抗體（英语：Anti-citrullinated protein antibody）（anti-CCP）、抗核抗體（ANA）或其它自體抗體

- 針對患病關節的X射線檢查、肌肉骨骼和軟組織的超聲波和其它醫學影像檢查
- 自患病關節抽出的液體，可進行細胞病理學（英语：Cytopathology）、臨床化學和微生物學檢查（如：區分敗血性關節炎和痛風）

## 治療
多數風濕病治療可能使用鎮痛藥、非類固醇消炎止痛藥（NSAIDs）、類固醇（病情嚴重，或特定情況）、疾病調節抗風濕藥物（如：氨甲蝶呤）、生物製劑，如：單克隆抗體（包括：英夫利西单抗、阿達木單抗…等）或其它類型的抗腫瘤壞死因子製劑（如：恩博）。以上是藥物常用於中度到重度的類風濕性關節炎。其它生物製劑，像利妥昔單抗（抗 B 細胞療法）也可適用於難治型類風濕性關節炎。物理治療也是許多風濕病的重要治療。職能治療可以幫助患者找到其他常見運動方式，而不再受疾病限制。類風濕關節炎患者通常需要長期、協調跨科別團隊一起照護單一患者。通常會根據患者的個人需求量身定制治療方案，同時考慮患者對藥物的反應和耐受性。 

### 風濕外科
風濕外科（rheumasurgery），有時也稱為類風濕外科（rheumatoid surgery），是骨外科的子領域，專門為風濕病患者進行手術治療。處置的目的在於限制疾病的活性、緩解疼痛並改善功能。
風濕外科的處置可分為兩大類。一種是在疾病早期進行的滑膜切除術，將發炎的滑膜以手術去除，防止發炎擴散並阻止破壞。另一種是在破壞發生後進行的矯正處置。矯正處置包括：關節置換、去除鬆動的骨頭或軟骨碎片、及各種旨在重新定位和/或穩定關節的治療，如：關節融合術也可稱為關節固定術。

## 研究方向
近來，大量科學研究探討自體免疫疾病和許多風濕病的病因。此外，出現了新興的骨免疫學領域，進一步研究免疫系統、關節和骨骼三者之間的相互作用。還有流行病學研究和藥物試驗在進行中。生物製劑的科學研究和單克隆抗體療法的臨床試驗為關節炎疾病的藥物治療開創新頁。風濕病研究基金會是美國風濕病研究和訓練的最大私人經費來源。

## 歷史
在 1950 年代，在芬蘭的黑諾拉，風濕病專科醫師和骨外科醫師攜手合作促成風濕外科的出現。
在 1970 年，一個挪威調查估計，有風濕病症狀的患者中至少有 50％ 需要將風濕手術納入治療。
在 1979 年，歐洲類風濕關節炎外科學會（ERASS）成立。
在本世紀初，風濕病患者的治療重心轉向，藥物治療成為主流，而外科手術的需求越來越少。

## 外部連結
- 亞洲
  - 中華民國風濕病醫學會 （页面存档备份，存于）（台灣）
- 美洲
  - American College of Rheumatology （页面存档备份，存于）
  - Canadian Rheumatology Association （页面存档备份，存于）
  - Association des medecins rhumatologues du Quebec （页面存档备份，存于）
  - Consortium of Rheumatology Researchers of North America, Inc. （页面存档备份，存于）
- 歐洲
  - European League Against Rheumatism （页面存档备份，存于）
  - British Society for Rheumatology
- Association of Rheumatology Health Professionals